# 古田町 (田原市)
古田町（こだちょう）は、愛知県田原市の地名。19の小字が設置されている。

## 地理
旧渥美町中央北部に位置する。東は高木町、西から北は福江港に接する。

### 字一覧
字名は以下の通りである。
| - エゲノ前（えげのまえ） - 大岩下（おおいわした） - 大林（おおばやし） - 岡ノ越（おかのこし） - 鐘鋳下（かねいした） - 梔原（くちなしばら） - 蔵道上（くらみちうえ） | - 郷中（ごうちゅう） - 小金田（こがねだ） - 背戸山（せどやま） - 寺ノ前（てらのまえ） - 橡木間（とちぎま） - 長洲田（ながすだ） | - 平沢（ひらさわ） - 広海道（ひろかいどう） - 梵木下（ぼんぎした） - 宮ノ原（みやのはら） - 宮ノ前（みやのまえ） - 山ノ神下（やまのかみした） |

## 歴史

### 沿革
- 江戸時代 - 三河国渥美郡の幕府領の古田村として所在[7]。
- 元和元年 - 旗本間宮氏の知行地となる[7]。
- 元和5年 - 旗本戸田氏の知行地となる[7]。
- 元禄元年 - 戸田氏が大名となったことにより、大垣新田藩領となる[7]。
- 1889年（明治22年） - 合併に伴い、清田村大字古田となる[8]。
- 1906年（明治39年） - 合併に伴い、福江町大字古田となる[8]。
- 1955年（昭和30年） - 合併に伴い、渥美町大字古田となる[8]。

## 世帯数と人口
2015年（平成27年）10月1日現在の世帯数と人口は以下の通りである。
| 町丁   | 世帯数  | 人口    |
| ------ | ------- | ------- |
| 古田町 | 379世帯 | 1,107人 |

### 人口の変遷
国勢調査による人口の推移
| 2005年（平成17年） | 1,190人 | [ 9 ]  |  |
| 2010年（平成22年） | 1,172人 | [ 10 ] |  |
| 2015年（平成27年） | 1,107人 | [ 2 ]  |  |

## 学区
市立小・中学校に通う場合、学区は以下の通りとなる。また、公立高等学校に通う場合の学区は以下の通りとなる。
| 字・番地等 | 小学校                                | 中学校             | 高等学校 |
| ---------- | ------------------------------------- | ------------------ | -------- |
| 鐘鋳下     | 田原市立清田小学校 田原市立福江小学校 | 田原市立福江中学校 | 三河学区 |
| その他     | 田原市立清田小学校                    | 田原市立福江中学校 | 三河学区 |

## 交通
- 国道259号（田原街道）[5]

## 施設
- 農村環境改善センター[5]
- 郷土資料館[5]
- NTT電報電話局[5]
- 渥美郵便局[5]
- 田原市立清田小学校[5]
- 愛知県立福江高等学校[5]
- 須賀社[5]
- 神明社[5]
- 八幡社[5]
- 浄土宗真如寺[5]
- 真宗大谷派正念寺[5]
- 愛知みなみ農業協同組合
- 田原市役所渥美支所

## その他

### 日本郵便
- 郵便番号 : 441-3613[3]（集配局：渥美郵便局[13]）。